# Balthazar de Moucheron
Balthazar de Moucheron (ur. w 1552 w Antwerpii, zm. po 1609 roku) – niderlandzki kupiec i armator, animator pierwszych wypraw holenderskich w poszukiwaniu Przejścia Północno-Wschodniego. 

## Życiorys

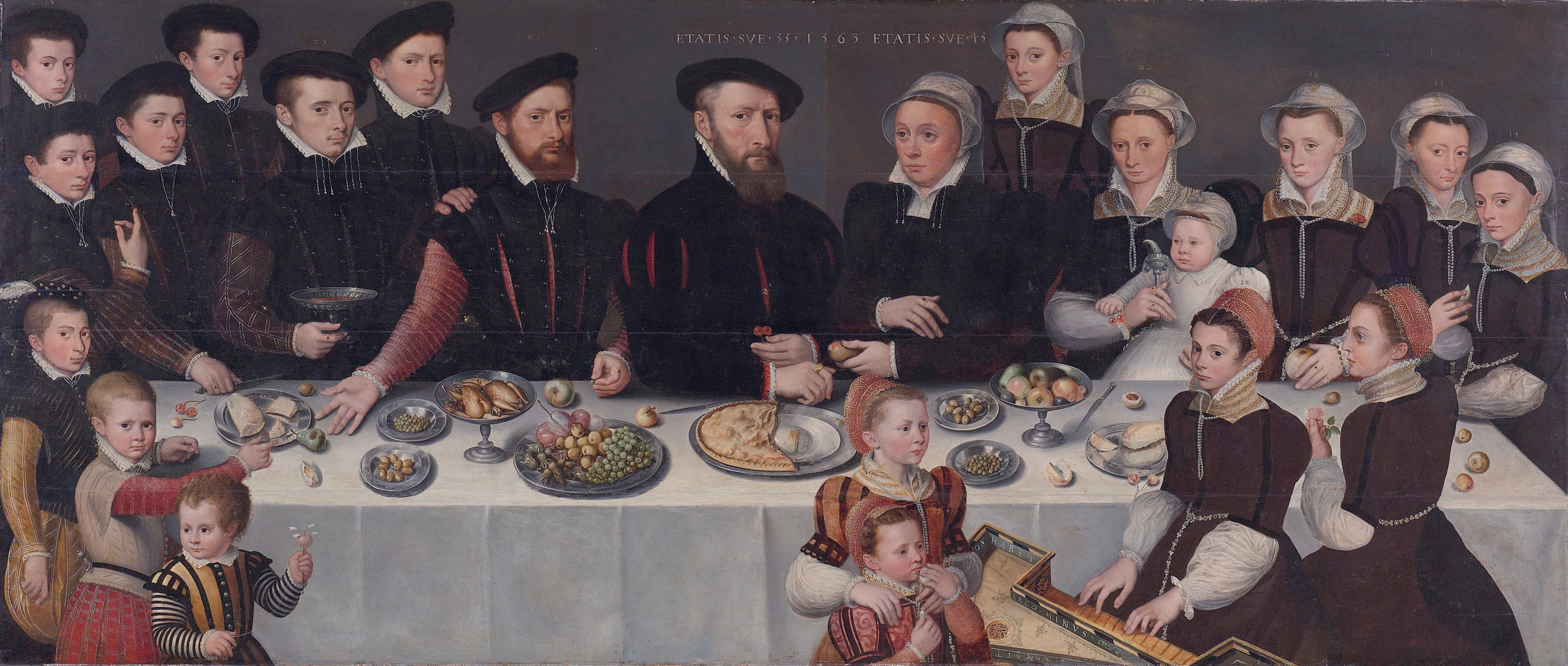
Portret rodziny Pierre’a de Moucherona, artysta nieznany (1563), Rijksmuseum; Balthazar de Moucheron to prawdopodobnie mały chłopiec z przodu po lewej stronie

Balthazar de Moucheron pochodził ze szlacheckiej rodziny normańskiej – jego ojciec Pierre de Moucheron (1508–1565), osiadł w Middelburgu w 1530 roku, skąd w 1845 roku przeprowadził się do Antwerpii . Ojciec prowadził przedsiębiorstwo handlowe . 
Balthazar urodził się w 1552 roku w Antwerpii jako czwarty syn de Moucherona i jego żony Isabeau de Gerbier . Pracował wraz z braćmi w rodzinnej firmie handlowej . 
Po poddaniu Antwerpii Hiszpanom w 1585 roku przeniósł się do Middelburga a w 1598 roku do Veere . Był dwukrotnie żonaty i miał siedmioro dzieci .  

### Wyprawy w poszukiwaniu Przejścia Północno-Wschodniego

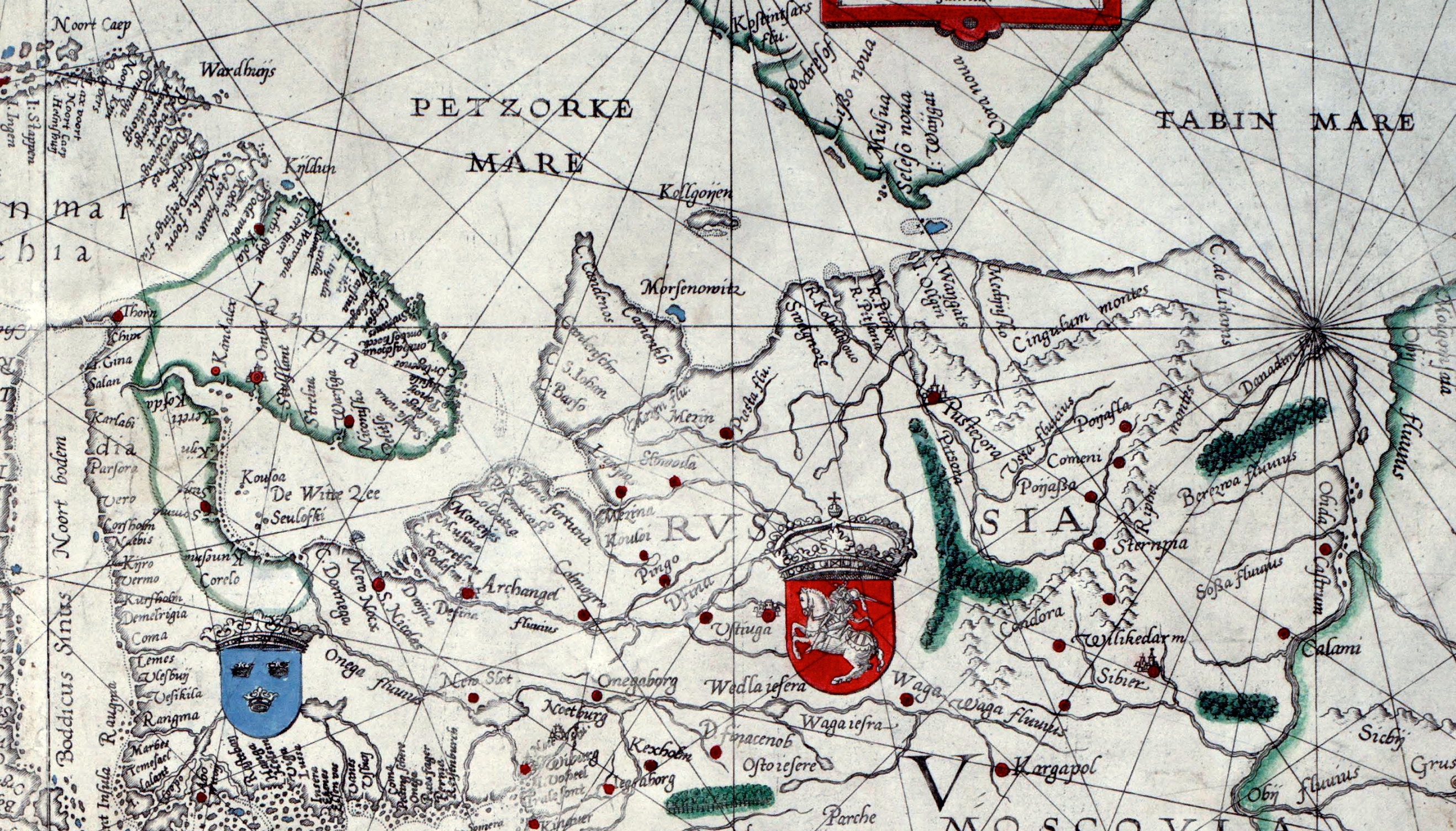
Holenderskie szlaki handlowe w północnej Rosji, fragment mapy Lucasa Janszoona Waghenaera (1589)

Balthasar de Moucheron zaplanował i sfinansował pierwsze holenderskie wyprawy w poszukiwaniu północnego przejścia do Indii Wschodnich . Przez pewien czas kontrolował całkowicie żeglugę na Morzu Białym i szlak do Moskwy . W 1584 roku miał własną placówkę handlową w Archangielsku, którą prowadził jego brat Melchior . 
Sfinansował w dużej mierze wyprawę Oliviera Brunela (ok. 1540–1585) w 1584 roku. Ekspedycja nie powiodła się – statek wyprawy zatonął na Peczorze a słuch o Brunelu zaginął. Kilka lat później de Moucheron zdobył wsparcie księcia dla kolejnej ekspedycji. Opowiadał się za szlakiem Brunela i przejściem na Morze Karskie przez Jugorski Szar, lecz inni kupcy amsterdamscy także zainteresowani kierunkiem północno-wschodnim preferowali trasę zalecaną przez kartografa Petrusa Planciusa (1552–1622), który utrzymywał, że Jugorski Szar to zbyt płytka cieśnina i nieżeglowna z uwagi na występujący tam lód, sugerując drogę na północ od Nowej Ziemi, którą uznawał za wyspę. Wobec braku konsensusu co do jednej trasy zdecydowano, że wyprawa popłynie obydwoma drogami. W 1594 roku na wyprawę ruszyły trzy statki pod dowództwem Willema Barentsa (1550–1597), Cornelisa Naya i Branta Ysbrantszoona. Barents dotarł do Nowej Ziemi, jednak jej opłynięcie od północy uniemożliwiały masy lodu, co zmusiło go do odwrotu na południe ku wyspie Wajgacz. Nay i Ysbrantszoon dopłynęli do Jugorskiego Szaru i przepłynęli na Morze Karskie, lecz zawrócili, by zdążyć przed lodami. Wyprawa powróciła do Holandii we wrześniu, przywożąc informacje o tym, że przeprawa dalej na wschód jest możliwa.

### Dalsza działalność
Balthasar de Moucheron zaangażował się w organizację wypraw do Indii . Dla celów każdej wyprawy zakładał spółkę partnerską – były to prekursorki Holenderskiej Kompanii Wschodnioindyjskiej (hol. Vereenigde Oostindische Compagnie, VOC) . Jedną z takich spółek była Veerse Compagnie .
W 1597 roku eksperymentował z połowami dorsza w pobliżu Nowej Fundlandii . Zarządzał kilkoma placówkami handlowymi na Morzu Czerwonym i w Zatoce Perskiej . Wiódł prym w handlu Zelandii z Lewantem i handlu solą z Curaçao . W 1598 roku jego flota handlowa była tak duża, że mógł związać się z miastem Veere kontraktem na obsługę w porcie od 18 do 20 statków rocznie . De Moucheron miał zatrudniać ponad 1000 marynarzy . Pracowali dla niego m.in. Joris van Spilbergen (1568–1620), który nawiązał stosunki handlowe z Cejlonem i Cornelis de Houtman (1565–1599) . 
Z czasem sytuacja finansowa de Moucherona zaczęła się pogarszać . Powstała w 1692 roku Holenderska Kompania Wschodnioindyjska trzymała monopol na handel z Indiami . De Moucheron z niechęcią wstąpił do Kompanii i przyjął stanowisko dyrektora Izby Zelandii . Wiele jego ekspedycji, m.in. do Brazylii czy dzisiejszego Mozambiku, kończyło się fiaskiem, przynosząc straty . De Moucheron nie był w stanie spłacić zaciągniętych kredytów, zbankrutował i uciekł z kraju, najprawdopodobniej do Francji, gdzie pomagał królowi Henrykowi IV (1553–1610) w nieudanym przedsięwzięciu założenia Francuskiej Kompanii Wschodnioindyjskiej . Osobisty majątek de Moucherona został przejęty przez miasto Veere .  
De Moucheron prawdopodobnie zmarł we Francji po 1609 roku .